# Шарашидзе, Луарсаб Калистратович
Луарсаб Калистратович Шарашидзе (18 января 1923, Тбилиси — 7 февраля 1991, Тбилиси) — грузинский советский учёный, общественный деятель, педагог, патологоанатом, морфолог, основоположник цитогистохимии и научной онкологии, один из организаторов системы здравоохранения Грузии, основатель Oнкологического Научного Центра Грузии и его первый директор, воспитатель многих поколений грузинских и советских учёных-медиков, заслуженный деятель науки (1984), доктор медицинских наук (1960), профессор (1963), автор 10 монографий и до 300 научных работ, руководитель 58 кандидатских и 20 докторских диссертаций. Его труды и открытия вошли в большую медицинскую энциклопедию. Он единственный грузинский и советский ученый, участвовавший во всех всесоюзных всемирных симпозиумах и съездах по морфологии, цитогистохимии и онкологии. Член КПСС с 1953 года.

## биография
Родился 18 января 1923 года в Тбилиси в семье врачей Калистрате Шарашидзе и Екатерины Пхакадзе.
В 1930—1939 годах учился в Тбилисской средней школе № 1, которую окончил с отличием, и в том же году без экзаменов поступил в Тбилисский государственный медицинский институт, который также окончил с отличием в 1946 году.
В 1943 году он был первым и единственным студентом четвертого курса Тбилисского государственного медицинского института, который по рекомендации академика Вл. Жгенти был назначен старшим лаборантом кафедры патологической анатомии того же института и проводил практические занятия студентом третьего курса. В 1946-1949 годах учился в аспирантуре Тбилисского ГМИ на кафедре патологической анатомии, где впоследствии работал ассистентом, доцентом и профессором.
В 1950 году он защитил кандидатскую диссертацию. В 1951-1956 годах он был заведующим патоморфологическим отделом Тбилисского НИИ туберкулеза.

## Деятельность.
В 1951 году впервые в Грузии в патоморфологическом отделении Тбилисского НИИ туберкулеза были внедрены новейшие методы нейроморфологического исследования. В 1952-1953 годах им впервые было доказано, что возникновение, локализация, течение и исход туберкулеза напрямую зависят от состояния механизмов иннервации. В 1954 г. он первым установил возможность получения непатогенных штаммов микроба; Выявил формы актиномикоза человека помогая разрабатывать новые вакцины, его данные били внесены в Большую Медицинскую Энциклопедию.

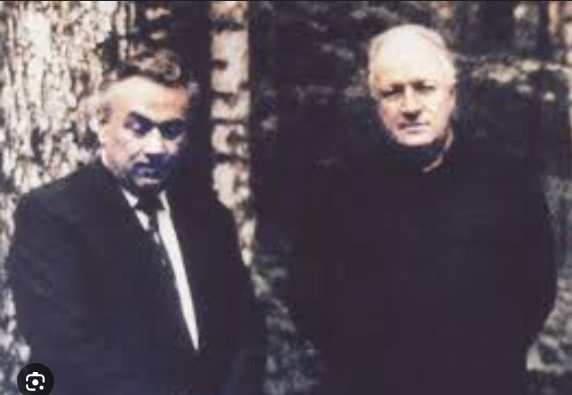
Л. Шарашидзе, Б. Петровский

В 1956 году, в возрасте 33 лет, он впервые внедрил в Грузии цитохимические методы исследования: тетразоновую реакцию (для выявления ароматических аминокислот), реакция DDD (для идентификации тиоловой группы белков) и реакцию Шиффа с иодовой кислотой. В 1957 году, также впервые в Грузии основал отделение цитогистохимии в НИИ институте экспериментальной и клинической хирургии, который возглавлял до 1973 года. Это исследования прославили его и его отделение в Советском Союзе и в разных странах мира, результаты этих исследований вошли в Большую Медицинскую Энциклопедию и медицинские справочники разных стран мира.
В 1958 году он впервые применил абсорбционную микрофотометрию для определения количества нуклеиновых кислот и белков с помощью аппаратом «МЮФ-5». В 1959 году он первым опубликовал практическое руководство по цитогистохимии. В 1959-1960 годах он первым из грузинских учёных представил результаты цитогистохимхимических исследований на Всесоюзном съезде патоморфологов в Харькове и на Первом Всемирном конгрессе цитогистохимиков в Париже.

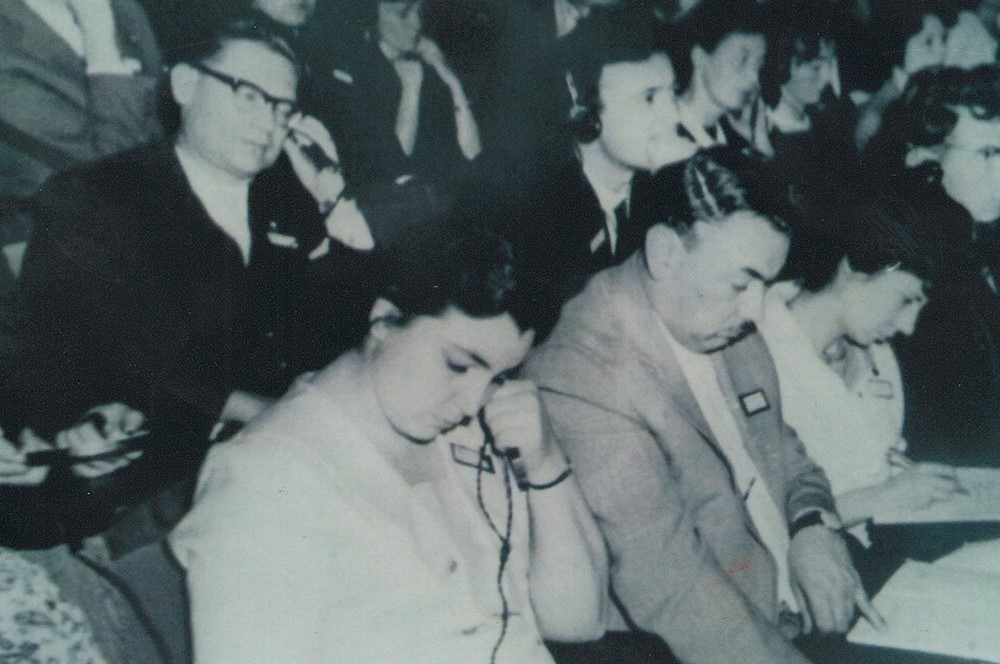
Луарсаб Шарашидзе и Русудан Булусашвили на симпозиуме в Польше.

В 1960 г. защитил докторскую диссертацию, а в 1963 г. Эму было присвоено звание профессора в области патоморфологии. В 1960 г. впервые в Грузии опубликовал монографию по цитогистохимии опухолей. В 1962 году был избран членом проблемной комиссии Цитологий при Президиуме АН СССР, в 1963 г. — и членом национальной комиссии по цитогистохимии при Президиуме АН СССР. Он был членом Совета Общества Онкологов Советского Союза, членом Учёного совета АН СССР по злокачественным опухолям, членом редакционной коллегии всесоюзного журнала «Вопросы Онкологии».
В 1964 году впервые в Грузии он провел первый Всесоюзный симпозиум по цитогистохимии опухолей. В 1968 году разработал новую рабочую схему строения клетки, раскрывающую единство всех клеточных и внутриклеточных мембран и их структурно-пространственную взаимосвязь между цитоплазмой, ядром и ядрышком. В 1971 году он впервые разработал новый цитохимический метод обнаружения ДНК без термического гидролиза. В 1972 году под его руководством в Грузии прошёл советско-польский симпозиум по использованию цитохимических методов в онкологии. В 1973 году первые им был разработан и представлен индекс матурации дифференциации клеток, который успешно используется в дифференциальной диагностике опухолей. В 1973 г. он обнаружил в ядре опухолевой клетки двойную форму РНК: лабильную (необходимую для размножения) и стабильную (необходимую для созревания); Он также обнаружил избыток лабильной РНК в опухолевых клетках и выведение его из тканевых культурах ускорил созревание клеток.
В 1973-1975 годах был директором НИИ Oнкологии Грузии.

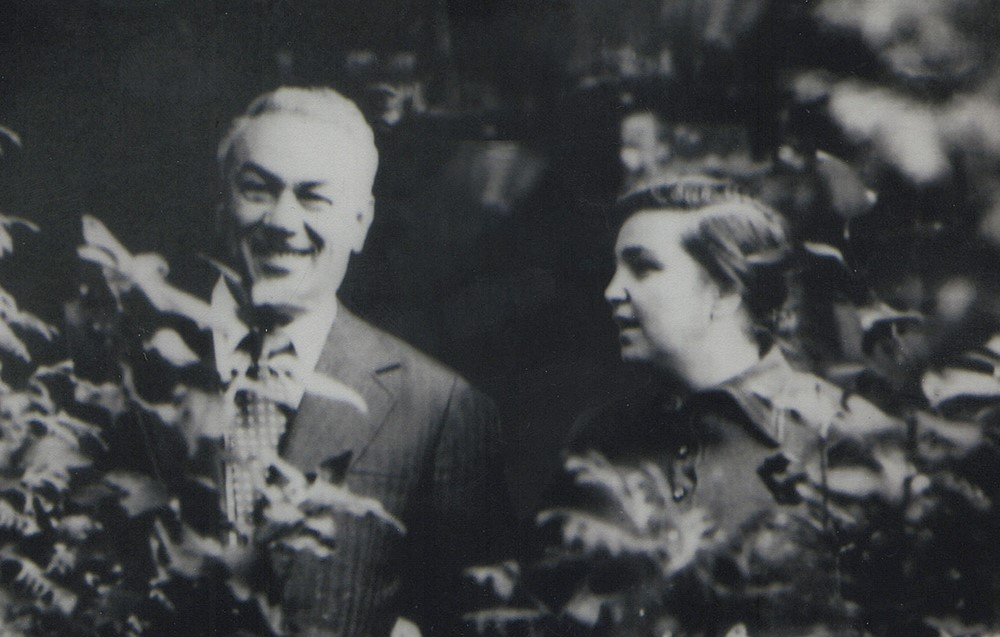
Луарсаб Шаршидзе и Русудан Булусашвили.

В 1974 году он впервые научно обосновал совершенно новую концепцию канцерогенеза и определил, что гиперпластические процессы, возникающие в тканях под влиянием химических канцерогенов, обусловлены не усилением митознoй активности клеток, а на оборот подавлением процессов размножения и созревания клеток, эти данные внесены в Большую Медицинскую Энциклопедию.
В 1974 году он первым поднял вопрос об необходимости создания Онкологического Научного Центра в Грузии, что было им успешно реализовано по согласованию с Эдуардом Шеварднадзе и министром здравоохранения Советского Союза, академиком Борисом Петровским и в 1975 году был основан Онкологический Научный Центр Грузии первым директором которого стал Луарсаб Шарашидзе и возглавлял его до 1989 года. Грузинский Онкологический Центр был третьим в Советском Союзе после Московского и Ленинградского онкологических центров. 
С 1977 года по его инициативе в Онкоцентре впервые были созданы клинические, теоретические и организационные отделения и лаборатории до двадцати новых профилей: химического канцерогенеза, функциональной диагностики, организационно-методическое отделение, научной информатики и патентоведения, маммологии, абдоминальной хирургии, урологии, проктологии, торакальной хирургии, детской онкологии, эндоскопии, головы и шея, кожи, мягких тканей и костей, анестезии, интенсивной терапии и реанимации, криохирургии, рефлексотерапии, иммунологии, бактериологии, гемобластозов, химиотерапии и радиологии и другие.
В 1975-1980 годах под его непосредственным руководством по всей Республике Грузии, в различных городах (Кутаиси, Батуми и др.) были созданы цитологические лаборатории.
Он первым в Грузии осуществил коренную реорганизацию и усовершенствование онкологической службы, в ряде регионов Грузии была создана новая сеть онкологических служб, открыты онкологические профильные диспансеры и поликлиники. Его усилиями началась новая эра научного подхода к исследованию, профилактике и лечению онкологических больных.
В 1960-1988 годах он был единственным грузинским и советским учёным, который был участником и докладчиком всех всесоюзных и всемирных конференций, симпозиумов и съездов патоморфологов, цитогистохимиков и онкологов на русском и английском языках (Польша, Россия, Румыния, Югославия, Франция, Германия, Япония, США, Аргентина и др.).
Он был автором 10 монографий и около 300 научных работ на грузинском, русском, английском и французском языках, научным руководителем 58 кандидатских и 20 докторских диссертаций. Он создал крупную научную школу врачей и учёных, его ученики успешно руководили и руководят научно-исследовательскими учреждениями и кафедрами в разных медицинских университетах.
Луарсаб Шарашидзе имел 50-летний научный и преподавательский опыт в области патологической анатомии, морфологии, цитогистохимии и онкологии. Кроме того, он был выдающимся новатором, писал стихи, рисовал, увлекался футболом и шахматами.
Он умер 7 февраля 1991 года в возрасте 68 лет за своим столом, за своим микроскопом. Похоронен в Пантеоне учёных и общественных деятелей Сабуртало в Тбилиси.

## Память

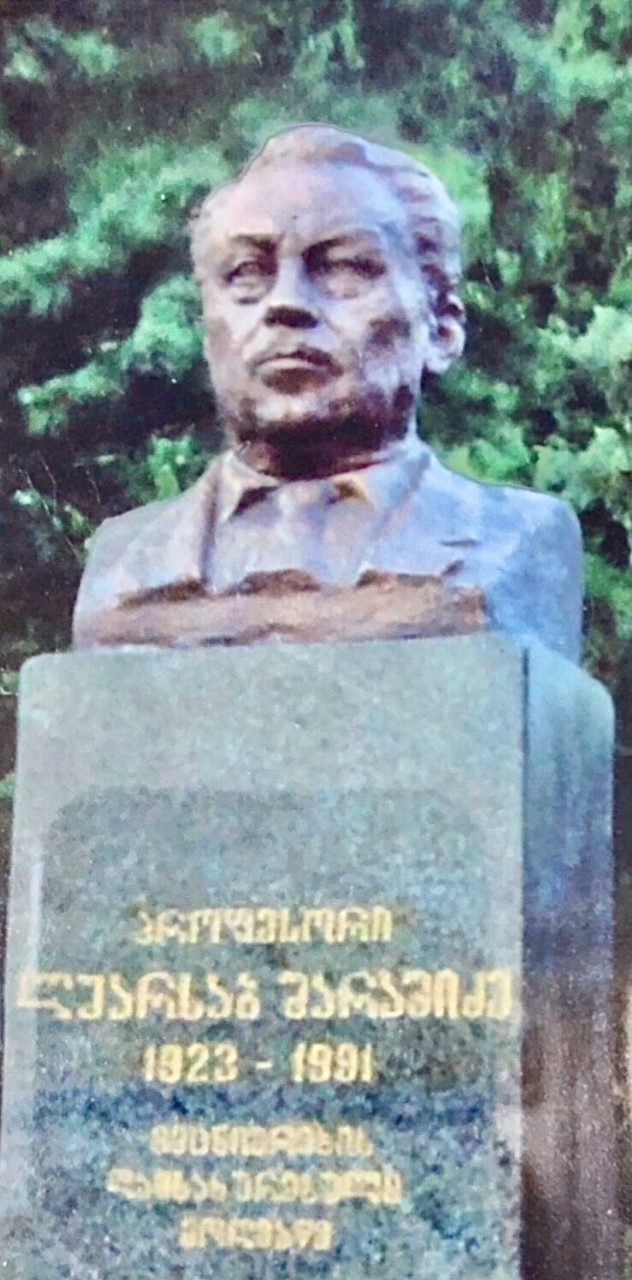
Бюст Луарсаба Шарашидзе

В его честь в 1992 году на доме № 7 в первом переулке Я. Николадзе на «Пикрис Гора» в Тбилиси, где он родился и жил до своей смерти, установлена мемориальная доска с его именем.
В 1992 году именем Луарсаба Шарашидзе был назван I переулок Якова Николадзе, где он родился и жил до своей смерти.
В 2004 году его бюст был установлен во дворе Грузинского Онкологического Научного Центра.
В 2019 году его бюст был установлен на улице Луарсаба Шарашидзе, в небольшом сквере, перед домом, в котором он родился и жил до своей смерти.

## семья
- Отец — Калистрате Шарашидзе, врач;
- Мать — Екатерина Пхакадзе, врач;
- Первая супруга — Тинатин Вацадзе (1944—1946; р. 1923, Тбилиси — ум. 2008, там же), доктор медицинских наук, профессор;
  - Сын — Георгий Шарашидзе (р. 1945 — ум. 2015), доктор медицинских наук, профессор.
- Вторая супруга — Русудан Булусашвили (1954—1991; р. 1928, Тбилиси — ум. 2021, там же), доктор медицинских наук, профессор.
  - Дочь — Манана Шарашидзе (р. 1955, Тбилиси), доктор медицинских наук, профессор, бизнесвумен, меценат;
  - Дочь — Майя Шарашидзе (р. 1958, Тбилиси), доктор медицинских наук.
  - Внучка- нино васадзе (р. 1980, Тбилиси) врач, , доктор медицины;
  - Внук — Мамиа Джафаридзе-Ричардс (р. 1982, Тбилиси) доктор медицинских наук.